# Sándor Takács (nadador)
Sándor Takács es un deportista húngaro que compitió en natación adaptada. Ganó una medalla de bronce en los Juegos Paralímpicos de Seúl 1988 en la prueba de 100 m braza (clase A6).

## Palmarés internacional
| Juegos Paralímpicos | Juegos Paralímpicos  | Juegos Paralímpicos | Juegos Paralímpicos |
| Año                 | Lugar                | Medalla             | Prueba              |
| ------------------- | -------------------- | ------------------- | ------------------- |
| 1988                | Seúl (Corea del Sur) | Medalla de bronce   | 100 m braza A6      |